# George Wing
George Wing ist ein US-amerikanischer Drehbuchautor. Er lebt derzeit in Seattle, Washington.

## Leben
George Wing wuchs in Newton (Massachusetts) auf. Seine Grundausbildung erhielt er an der New York University Film School. 

## Filmografie (Auswahl)
- 2004: 50 erste Dates (50 First Dates)
- 2006: Outsourced – Auf Umwegen zum Glück (Outsourced)